# Forch
Die Forch ist eine Ortschaft und ein Passübergang über den zwischen Zürichsee und Greifensee gelegenen Höhenzug Pfannenstiel im Kanton Zürich in der Schweiz. Der südwestliche Teil gehört zu Küsnacht, der nordöstliche zur Gemeinde Maur. Die Passhöhe liegt auf 679 m ü. M. zwischen dem Wassberg im Norden und dem eigentlichen Pfannenstiel im Süden.

## Geographie und Ortsgliederung

Luftbild mit Krone, alter Forchbahnstation und Denkmal (1950)

Die Forch grenzt an das landwirtschaftliche Gebiet des Küsnachter Bergs, die Wälder auf den Höhen der Pfannenstiel-Kette und den zum Greifensee abfallenden, mehrheitlich bewaldeten Hängen. Im Westen liegt Zumikon, im Norden der Maurmer Ortsteil Ebmatingen, im Südosten Egg.
Ursprünglich wurde mit Forch ein Weiler an der Strasse am Passübergang bezeichnet, der den Gasthof «Krone» und acht weitere Häuser umfasste.
Heute zählen zur Forch – zum Beispiel postalisch – alle, teilweise zusammengewachsenen Siedlungen rund um den Pass:
- Die zusammengewachsenen Ortsteile Aesch und Scheuren der östlich liegenden Gemeinde Maur, wo Ende 2021 rund 3450 Einwohner lebten.[3]
- Die Weiler Kaltenstein, Neue Forch und Wangen, die zur westlich liegenden Gemeinde Küsnacht gehören.
- Die Waldlichtung Guldenen auf dem Pfannenstiel im Süden des Forchpasses wird ebenfalls zur Forch gezählt. Die Häuser Hinter Guldenen gehören zur Gemeinde Maur, Vorder Guldenen zur Gemeinde Egg.

Zum Maximum der Würm-Eiszeit war die ganze Pfannenstiel-Kette von Eis bedeckt. Zu einem tieferen Stand floss eine Gletscherzunge über die Forch nach Westen vom Glatttal ins Zürichseetal. Der bis zu drei Kilometer lange Eisvorstoss prägte die Landschaft des Küsnachter Bergs.

## Name
Der Ortsname wird immer mit Artikel gebraucht: «die Forch». Zur Herkunft des Namens gibt es verschiedene Theorien:
Eine erstere verweist auf eine Langlebigkeit des Namens und leitet ihn vom lateinischen furca ab, das für den Passübergang oder eine Weggabelung steht.
Andere glauben, die Wurzel des Namens Forch stecke im althochdeutschen forahi respektive forach, das ein Föhrenwäldchen bezeichnete. Diese These wird aber von den Anhängern der lateinischen Namensherkunft bestritten, da der weibliche Artikel bei Forch klar auf furca hinweise, das Föhrengehölz aber einen sächlichen Bezug zur Folge gehabt hätte.
Das Schweizerische Idiotikon stützt sich auf eine erste Erwähnung «Foch, auch Forch» im Buch von Johann Jacob Leu, Allgemeines Helvetisches, Eydgenössisches, Oder Schweitzerisches Lexicon von 1753. Basierend darauf wird die Namensherkunft vom Schweizerdeutschen Fore, Forr, Forch für Föhre (Pinus silvestris) abgeleitet und mit einem markanten Baum auf dem Geländesattel beim Gasthaus in Verbindung gebracht.
Kaum bestritten ist ein laufender Übergang von Namen: Der Weiler Kaltenstein, in einer Mulde gleich unterhalb des Übergangs gelegen, hiess früher Dicknau oder Dickenau (erstmals erwähnt 946 als Thichunouua respektive 952 als Dicginauia). In der Zeit um das Jahr 1600 wurde dieser Siedlungsname durch die neue Bezeichnung Kaltenstein verdrängt. Der Name Kaltenstein leitete sich wiederum von einem erratischen Block am Passübergang ab, mit dem lange die ganze Umgebung bezeichnet worden war – also das, was wir heute «die Forch» nennen. Nachweise hierfür finden sich unter anderem in einer Chronik von 1354 und in Heinrich Brennwalds Schweizerchronik (1510er Jahre). Mit der Übertragung des Namens Kaltenstein auf den Weiler etablierte sich zur klareren Unterscheidung die Bezeichnung Forch für den Passübergang.

## Geschichte

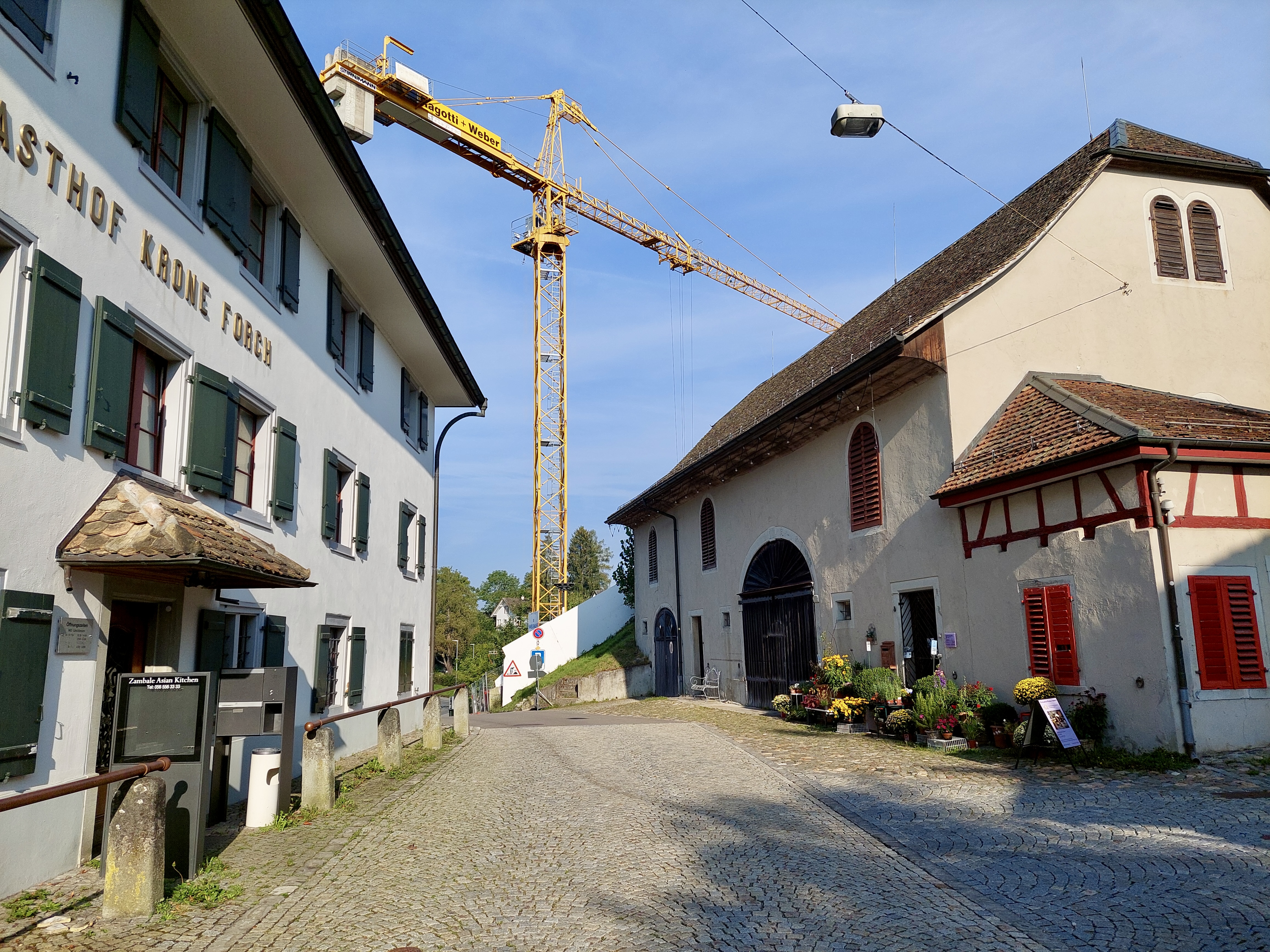
Denkmalgeschützter Kern: Gasthof Krone (Forch) mit grosser Scheune

Die alte Landstrasse über die Forch hatte schon seit alters grosse Bedeutung als Verbindung ins Zürcher Oberland. An die Zeit der Besetzung Zürichs durch die Franzosen erinnert die sogenannte «Franzosenhöhle». 1799 flohen das russische Heer und seine Unterstützer anlässlich der zweiten Schlacht um Zürich (1799) über die Forch.

Auf der Passhöhe existierte seit mindestens dem 18. Jahrhundert die «Taverne zur Krone». Die Jahreszahl  1783 ist auf einem Kachelofen im Gasthaus vermerkt, es gab aber schon nachweislich zuvor an der Grüninger Landstrasse eine «Krone» mit einem «Forchwirt». An der Poststrecke Zürich–Grüningen gelegen, umfasste er auch eine 1836 eröffnete Pferdestation. Die Postkutschenlinie wurde 1901 durch eine Busverbindung ersetzt. Um 1900 entstand in der Nachbarschaft des Gasthofs ein kleiner Weiler. 1912 wurde der Bus durch die Forchbahn ersetzt. 1922 wurde auf einer Anhöhe am Wassberg das Forchdenkmal errichtet.

Alte Poststelle an der Landstrasse unterhalb der Krone, zwischen 1920 und 1930

Die Poststelle, die zuvor in einem langjährigen Provisorium beim Gasthof Krone bedient wurde, wurde 1969 in einem eigenen Gebäude untergebracht. 2012 wurde die Poststelle geschlossen und durch eine Postagentur im Volg-Laden in den Scheuren ersetzt.
Die kleinen Dörfer am Berg erfuhren in der zweiten Hälfte des 20. Jahrhunderts ein rasches Bevölkerungswachstum: Aesch hatte 1946 155 Einwohner, Scheuren 79 Einwohner. 1952/53 kamen 25 neue Wohnhäuser hinzu, ab März 1956 wurden in anderthalb Jahren 31 neue Einfamilienhäuser bezogen. 1959 bediente die Poststelle bereits 297 Haushalte, 49 mehr als zwei Jahre zuvor. 1965 war ihre Zahl bereits auf 430, zehn Jahre später auf 982 Haushalte, 1983 auf 1195 Haushalte und 1992 auf 1313 Haushalte angewachsen.

## Verkehr, Freizeit und Sport

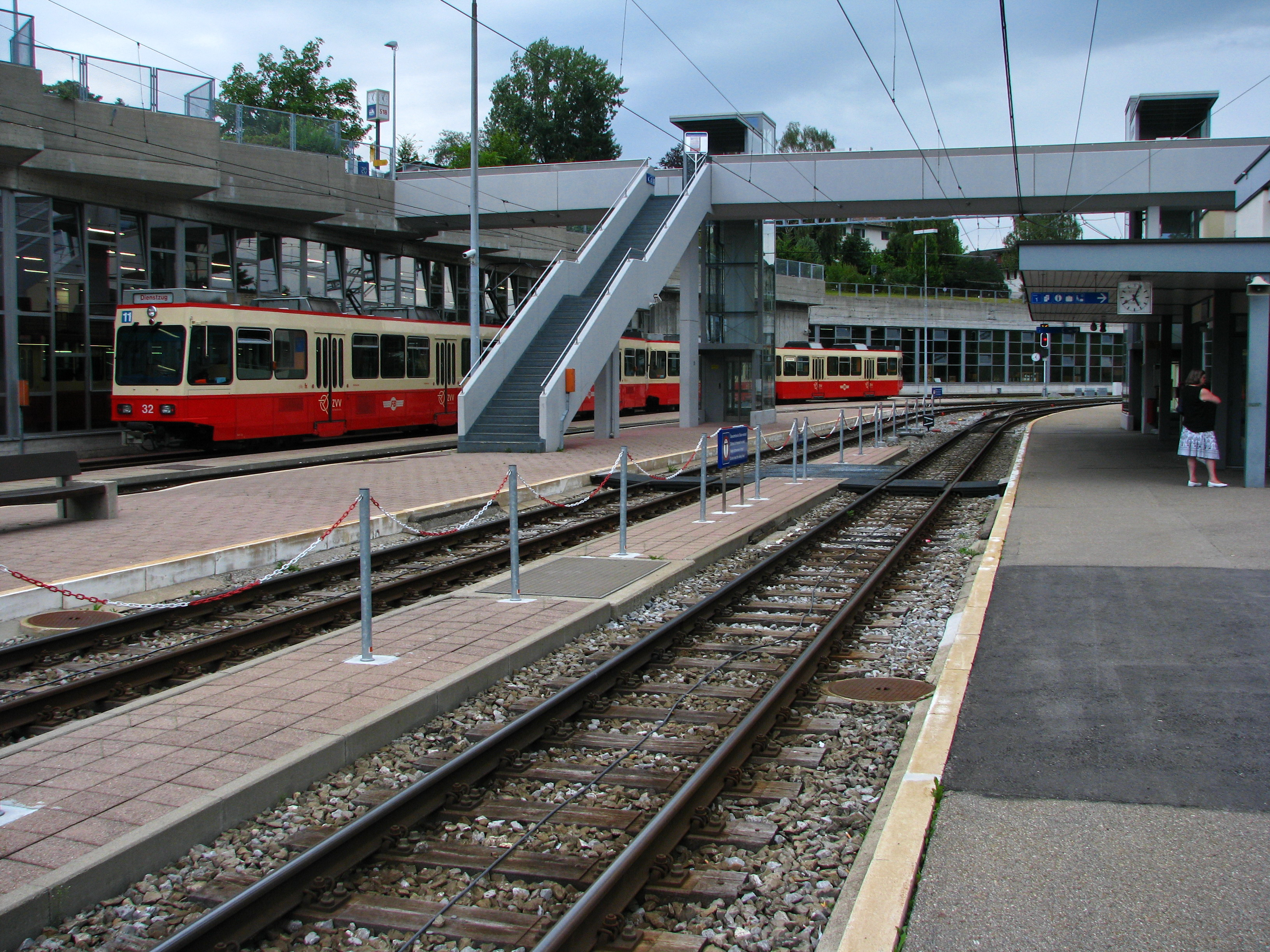
Station der Forchbahn

Die Forch verfügt mit der Forchbahn sowie der Forch-Schnellstrasse A52 über gute Verkehrsverbindungen ins etwa zehn Kilometer entfernte Zürich. Entsprechend pendeln viele Bewohner in die Stadt. Dank seinem historischen Kern und seiner Lage zwischen dem unverbauten Küsnachter Berg und Waldgebieten konnte sich das Gebiet seinen ländlichen Charakter bewahren. Die Infrastruktur ist mit Kindergärten, Primarschule, Altersheim, wenigen Länden sowie Klein- und Gastgewerbe bescheiden geblieben.
Die 1971 erbaute Schnellstrasse und die gleichzeitige Verlegung der Bahn von der Strasse auf eine eigene Trasse – mit neuem Bahnhof und einspurigem Forchtunnel unter der Autostrasse – entlasteten den Ort vom Durchgangsverkehr.
Beliebte Ausflugsziele für Spaziergänger sind die beiden Hügel Wassberg (748 m ü. M. beim Chapf) im Norden und Pfannenstiel (851 m ü. M.) im Süden. Von der Forch führt der Wanderweg durch den Weiler Kaltenstein und entlang des Küsnachter Tobels bis zum Zürichsee. Am Aufstieg zum Wassberg steht das «Kantonale Wehrmännerdenkmal», im Volksmund Forchdenkmal genannt.
Der Ortsverein Aesch-Scheuren-Forch wurde 1974 gegründet.
Der Feldschützenverein Forch ist über 100 Jahre älter, gegründet im Jahr 1872. Das 1926 erbaute Schützenhaus oberhalb der Neuen Forch mit Scheibenstand westlich des Forchdenkmals wurde 1979 abgebrochen. Seither nutzt der Verein das Schützenhaus Küsnacht. Das Forchschiessen wird auf verschiedenen Schiessplätzen in der Region Pfannenstiel ausgetragen.
Die Forch ist Austragungsstätte einiger Sportanlässe wie des Forchlaufs (21,5 Kilometer von Zürich-Fluntern) oder des Zürcher Waffenlaufs (ausgetragen 1958–2006) und lag häufig auf dem Parcours des Radrennens Meisterschaft von Zürich. Sowohl die Forch als auch die Forchautobahn A52 gaben dem 2021 gegründeten Orientierungslaufverein «Forch OK – Trainingsgruppe A52» ihren Namen. Im Juni 2022 startete auf der Forch die Tour de Suisse.
Anziehung hat die Forch auch auf Parapsychologen, die bei einem Baum in Aesch mehr als 750'000 Bovis-Einheiten gemessen haben wollen – angeblich der höchste Wert der Schweiz. Die Wirkung dieser Messmethode wird von Naturwissenschaftlern bestritten. Der Baum wurde 1999 vom Sturm Lothar gefällt.